# Temperatura cinética media
La temperatura cinética media o mean kinetic temperature acrónimo en inglés (MKT) es una manera teórica de ponderar el efecto de un pico/excursión de temperatura (es decir, una desviación respecto de la temperatura normal de funcionamiento) en un proceso/equipo/sistema. Debido a su componente matemático, el MKT, es útil para temperaturas por encima de los 0 °C.
El MKT se utiliza actualmente en la industria de alimentación y farmacéutico para controlar procesos como el envío de productos biológicos o para la supervisión de equipos de temperatura controlada.
La temperatura cinética media puede ser expresada como:
| Símbolo                          | Nombre                                                                          | Unidad       |
| -------------------------------- | ------------------------------------------------------------------------------- | ------------ |
| {\displaystyle T_{\mathrm {K} }} | Temperatura cinética media                                                      | K            |
| {\displaystyle T_{1}\ a\ T_{n}}  | Temperaturas de cada muestra                                                    | K            |
| {\displaystyle n}                | Número de los ensayos de temperatura                                            |              |
| {\displaystyle \Delta H}         | Energía de activación (normalmente entre 60–100 kJ/mol para sólidos o líquidos) | kJ / mol     |
| {\displaystyle R}                | Constante universal de los gases ideales                                        | KJ / (mol K) |

## Ejemplo
Tenemos un frigorífico que trabaja a 2,0 – 8,0 °C, esto es, el Set Punto de ajuste del equipo es +5 °C, el límite inferior de temperatura de funcionamiento es de 2,0 °C y el límite superior de temperatura de funcionamiento es de 8,0 °C. Dentro del frigorífico tenemos una sonda de registro de temperatura que registra datos cada minuto y que nos aporta los siguientes valores:
| Tiempo | Temperatura |
| ------ | ----------- |
| 1 min  | 2 °C        |
| 2 min  | 2 °C        |
| 3 min  | 5 °C        |
| 4 min  | 8 °C        |
| 5 min  | 8 °C        |
| 6 min  | 8 °C        |
| 7 min  | 8 °C        |

MKT: 6,3 °C
Media aritmética: 5,9 °C
Aplicando la ecuación de Svante Arrhenius, podemos comprobar cómo el MKT es mayor que la media aritmética, por lo tanto, más sensible a las variaciones de temperatura respecto al parámetro de cálculo habitual, la media aritmética.
En los estudios de estabilidad, por ejemplo de un producto farmacéutico, los periodos considerados son mucho mayores, por lo que una excursión de temperatura se verá amortiguada en parte por estar considerando mayor número de ensayos de temperatura.
Por supuesto, no se deben permitir excursiones de temperatura que sobrepasen ciertos límites, tanto de temperatura inferior como superior: por ejemplo, en un producto indicado para temperatura 2,0 a 8,0 °C se suele recomendar que no se solidifique, ni sobrepase la temperatura ambiente o una temperatura especificada en dicho producto.
Diversos organismos internacionales, como la FDA (Food and Drug Administration) o la EMEA (Agencia Europea de Medicamientos), están comenzando a aceptar el MKT como justificación de pequeñas excursiones de temperatura.